# 宇治朝子
宇治 朝子（うじ あさこ、本名・不明、1901年（明治34年）8月3日 - 1918年（大正7年）11月5日）は、元宝塚少女歌劇団娘役の人物。大阪府出身。

芸名は小倉百人一首の第64番：権中納言定頼の
より、宝塚歌劇団創設者の小林一三によって命名された。

## 略歴
1915年、3期生として、宝塚少女歌劇団（現在の宝塚歌劇団）に入団。娘役として、『三人獵師』の子狐役で評判になった。
1918年、当時大流行したスペインかぜに罹患して、現役生徒のまま同年11月5日に死去。満17歳没。宝塚歌劇団の生徒において、同年8月に死去した由良道子に次いで2番目の物故者である。

## 宝塚歌劇団時代の主な舞台
- 『アンドロクレスと獅子』（1917年3月20日 - 5月20日、宝塚歌劇場(パラダイス劇場)）
- 『リザール博士』（1917年7月20日 - 8月31日、宝塚歌劇場(パラダイス劇場)）
- 『下界』（1917年10月20日 - 11月30日、宝塚歌劇場(パラダイス劇場)）
- 『鼠の引越』（1918年1月1日 - 1月20日、宝塚歌劇場(パラダイス劇場)）
- 『一寸法師』『新世帶』（1918年3月20日 - 5月20日、宝塚歌劇場(パラダイス劇場)）
- 『猿蟹合戰』『造物主』『七夕踊』（1918年7月20日 - 8月31日、宝塚歌劇場(パラダイス劇場)）